# Bailey Banks & Biddle
Bailey Banks & Biddle était un détaillant de bijoux formé à Philadelphie, en Pennsylvanie, en 1832.  

## Histoire

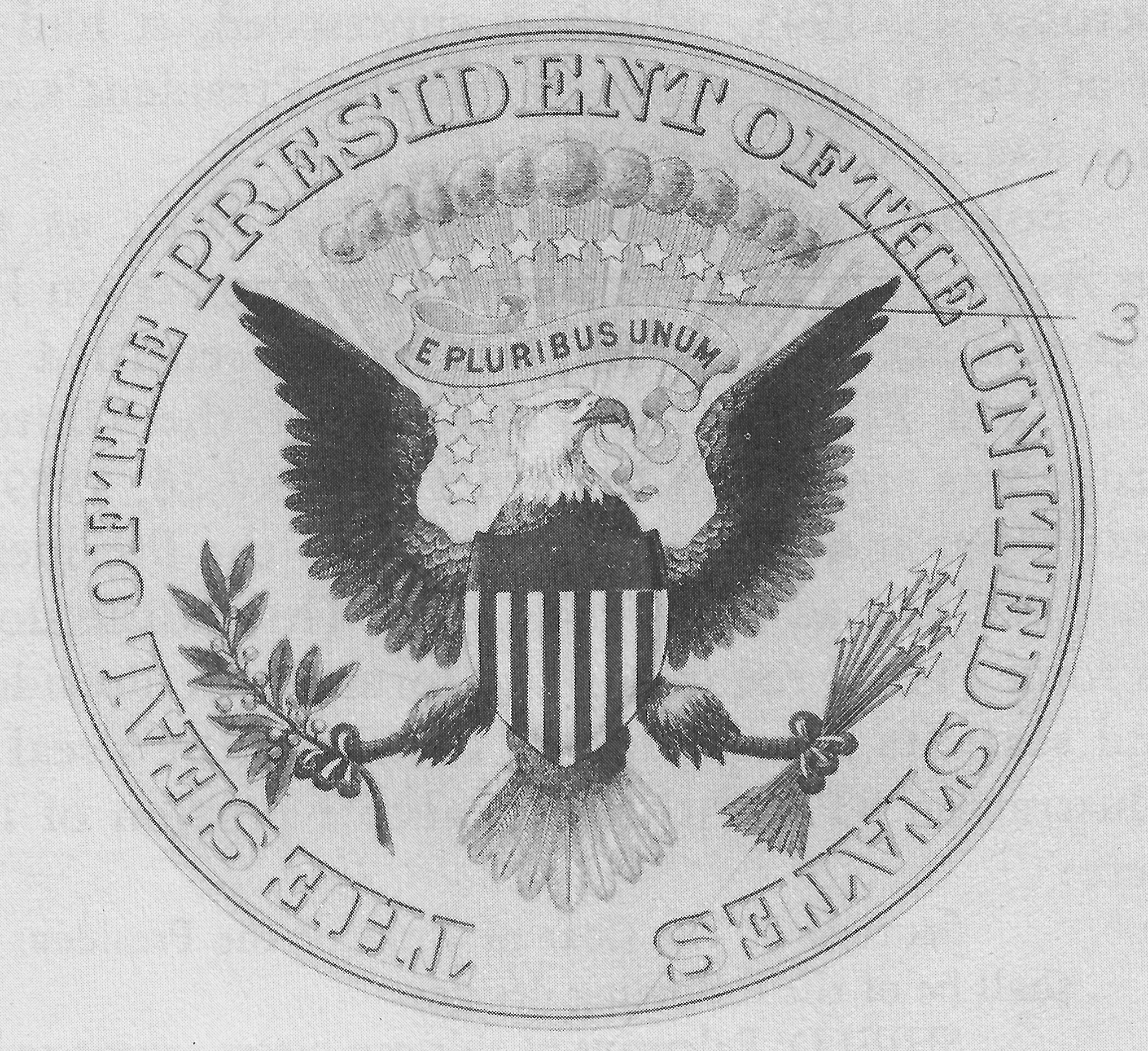
Une empreinte du sceau présidentiel, vers 1915, que l'on pense être celui acquis par Woodrow Wilson auprès de Bailey Banks & Biddle.

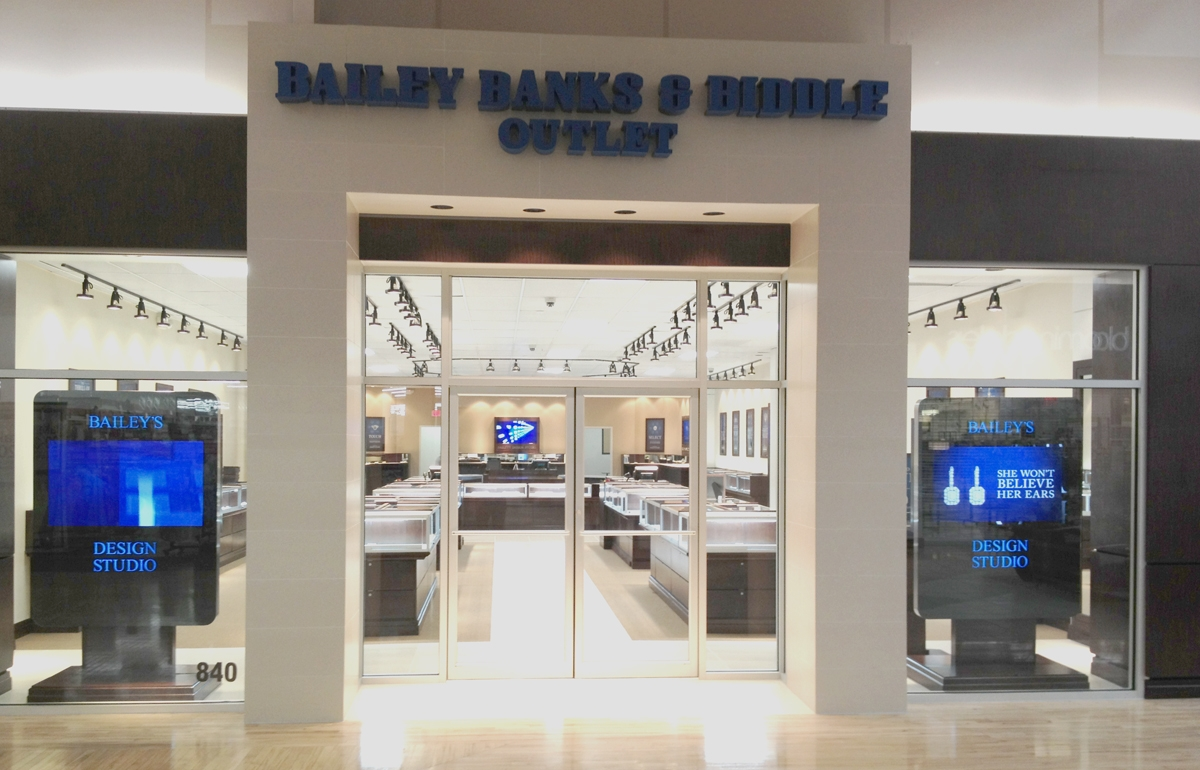
Point de vente Potomac Mills, l'un des neuf magasins de détail de la société en 2012.

Bailey & Kitchen, tel qu'il était initialement connu, a été fondé au 136 Chestnut Street, à Philadelphie, le 20 septembre 1832, par Joseph Trowbridge Bailey (1806-1854) et Andrew B. Kitchen (mort en 1850). La société a été dissoute en novembre 1846. Elle fut réformée avec de nouveaux associés sous le nom de Bailey & Co. en 1841, et le 1er mars 1878, elle fut à nouveau rétablie sous le nom de Bailey Banks & Biddle,,. De 1852 à 1862 environ, la société a fabriqué son propre argent ; elle a été principalement approvisionnée par Taylor & Lawrie avant 1852, et de 1862 à 1870 environ, par George B. Sharp. Après 1870, ils ont revendu de l'argenterie de divers fabricants.
Au début du siècle, Bailey Banks & Biddle a été chargée par le gouvernement américain de moderniser le Grand Sceau des États-Unis ; son design reste aujourd'hui la version officielle du sceau. La société a également conçu et fabriqué de nombreuses médailles militaires qui sont encore utilisées aujourd'hui, notamment la médaille d'honneur du Congrès, l'étoile d'argent, l'étoile de bronze et les 40 000 premiers Purple Hearts décernés, ainsi que des bagues de classe pour West Point et Annapolis.
En 1962, Bailey Banks & Biddle fait partie de la Zale Corporation. Zale a ouvert de nombreux magasins Bailey Banks & Biddle dans de nombreuses villes. En 2007, Zale Corporation a vendu la chaîne de 65 magasins de bijoux à Finlay Enterprises. Cette dernière a déposé son bilan au titre du chapitre 11 en août 2009, et Bailey Banks & Biddle a été relancée en tant que société privée par les propriétaires actuels au printemps 2010. Le nom et 8 emplacements originaux ont été achetés. Ils n'honorent aucun des articles achetés avant leur propriété car toutes les garanties ont été annulées avec la dissolution de Finlay Enterprises. La société utilisant le nom de Bailey Banks & Biddle a fait faillite en novembre 2019. À l'époque, la société a été réduite à un seul magasin situé à Houston, au Texas.

### Édifice Bailey
Un bâtiment qui abritait autrefois le magasin phare Bailey Banks & Biddle et dont la société était l'occupant phare existe au 1218 Chestnut Street près de l'hôtel de ville de Philadelphie. Il s'agit aujourd'hui d'un immeuble de bureaux à locataires multiples appartenant à Thylan Associates. Il est adossé à l'ancien bâtiment d'usine adjacent sur Sansom Street,.

### Édifice Biddle
Le bâtiment de l'usine Bailey & Co. se trouve au 1217 Sansom St., dans le centre-ville de Philadelphie. En 2019, il a été rénové pour devenir le Biddle Building, un immeuble de bureaux qui accueille divers locataires de l'industrie créative et technique,.